# Labirinto della Masone
Il Labirinto della Masone è un parco culturale costruito nei pressi di Fontanellato, in provincia di Parma. Si estende per sette ettari e comprende un labirinto costituito da bambù di specie diverse (il più grande al mondo di questo genere) e spazi che ospitano la collezione d'arte di Franco Maria Ricci e la sua casa editrice, mostre temporanee, conferenze e presentazioni, concerti, un ristorante, una caffetteria e una zona gastronomia locale.
Il museo fa parte dell'Associazione dei Castelli del Ducato di Parma, Piacenza e Pontremoli.

## Storia
Il Labirinto della Masone nasce da un’idea di Franco Maria Ricci, da sempre affascinato dai labirinti:
Da bambino amavo i labirinti. Poi si sono sedimentati e, a un certo momento, sono tornati fuori.
Ricci pensa per la prima volta di costruirne uno negli anni Ottanta, in seguito all'incontro e alla collaborazione con Jorge Luis Borges, celebre scrittore argentino che per la casa editrice di Ricci diresse la collana La Biblioteca di Babele.
Ho discusso di labirinti tutta la vita, con Italo Calvino, con Roland Barthes, con Borges. Lui ne era ossessionato, li citava continuamente nei suoi racconti, come nel Tema del traditore e dell’eroe, dal quale Bernardo Bertolucci trasse il suo La strategia del ragno. Borges rimase ospite a casa mia venti giorni, negli anni Ottanta, e fu allora che iniziai a pensare di costruire un labirinto vero.
L’idea inizia a prendere forma concreta all'inizio degli anni Duemila, grazie all'incontro con Davide Dutto, allora giovane studente torinese di architettura. 
Dutto mi aveva proposto un affascinante progetto editoriale, da me accettato con entusiasmo […]L’idea era di ricostruire, con l’uso di nuovi software, l’isola di Citera, il luogo descritto nel più prezioso tra i libri a stampa, l'Hypnerotomachia Poliphili, pubblicato a Venezia nel 1499 da Aldo Manuzio; grazie al computer e grazie a Dutto che lo sapeva usare, il volume Il giardino di Polifilo, rivelò così l’immagine smagliante di quel luogo incantato e immaginario.[…]Le immagini ottenute da Dutto col computer mi ricordarono il labirinto e la vaga intenzione da cui ero stato sfiorato parlando con Borges, di costruirne uno. Chiesi l’aiuto di Dutto e ci mettemmo al lavoro.
Nel 2005 viene elaborato un progetto definitivo, che prevede la costruzione nella tenuta di Ricci vicino a Fontanellato di un labirinto in bambù e di edifici che possano ospitare la collezione d’arte e altro. Per quanto riguarda la parte botanica Ricci si affidò a Davide Dutto, e ispirandosi ai labirinti raffigurati in due mosaici romani, uno conservato al Museo del Bardo, l’altro al Kunsthistorisches Museum di Vienna, ne crea uno sul modello del labirinto, introducendo nello schema del labirinto romano trappole e bivi. Il perimetro, a forma di stella a otto punte, ricorda invece le città fortificate come Palmanova o Sabbioneta.
Per quanto riguarda invece gli edifici Ricci ha scelto di lavorare con Pier Carlo Bontempi, architetto parmense di fama internazionale. Nell'estate del 2005 vengono piantati i primi bambù, mentre nel 2010 inizia il cantiere degli edifici. I lavori terminano nel 2015, il Labirinto della Masone viene inaugurato il 29 maggio di quell'anno.

## Descrizione

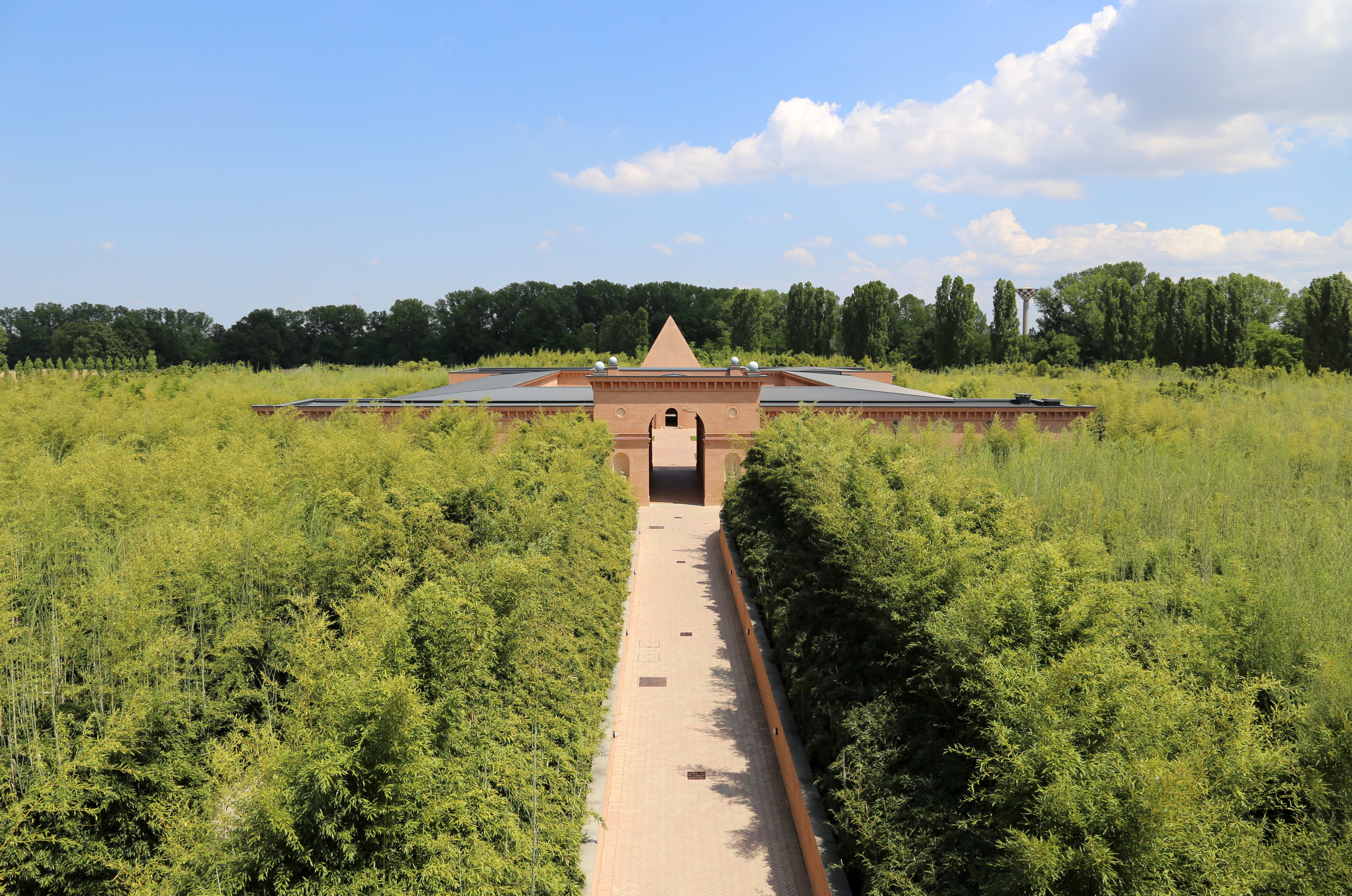
Il labirinto

### Forma
Il labirinto è composto da una stella a otto punte, richiamo alla Forma Urbis della città ideale rinascimentale, al centro della quale si trova un "tempio" piramidale, che rimanda a suggestioni esoteriche.
Il labirinto è basato su quelli romani, composto da linee ortogonali e diviso in quartieri, ma con l'aggiunta di bivi e vicoli ciechi.

### Il labirinto di bambù
Franco Maria Ricci ha scoperto la sua passione per il bambù negli anni Ottanta. Ha piantato in questi anni più di 200 000 bambù e nel parco se ne possono trovare circa venti specie differenti, da quelle nane a quelle giganti. È una pianta dalla crescita estremamente rapida, che non si ammala, non si spoglia d’inverno, assorbe grandi quantità d’anidride carbonica.
Alcuni dei bambù del Labirinto della Masone:
Giganti
- Phyllostachys viridis “Sulfurea”: bambù gigante, raggiunge i 18 metri d’altezza, e presenta una particolare colorazione di culmi: nascono di un verde chiaro leggermente striato di verde più scuro e in seguito diventano rapidamente giallo oro, pur mantenendo le striature verdi.[15]
- Phyllostachys nigra Henonis: è uno dei bambù più alti del Labirinto, può raggiungere fino a 18 metri di altezza con il suo culmo dritto e rigido. Il legno è di eccellente qualità, tanto da essere molto ricercato per l’artigianato.[16]
- Phyllostachys vivax aureocaulis: tra i bambù giganti che popolano il labirinto, vi è Phyllostachys vivax aureocaulis soprannominato "bambù cinese dorato" per il colore dei culmi. Proviene dalla Cina orientale, ha canne robuste, che possono arrivare fino a 15 metri di altezza. I culmi, che possono presentare delicate striature verdi, sono privi di foglie nel tratto medio- basale, perché queste ultime, lunghe 20 cm, cadono a mano a mano che i culmi si allungano.[17]

Medi e nani
- Phyllostachys bissetii: specie rustica e vigorosa, dal portamento verticale, culmi fitti e fogliame denso. Le piante che nascono ogni anno tendono, in cerca della luce, a sovrastare quelle degli anni precedenti, formando con la parte alta della chioma vere e proprie gallerie. È il più utilizzato nel Labirinto e può raggiungere 8 metri d’altezza.[18]
- Hibanoubambusa tranquillans Shiroshima: è una specie piccola, dal portamento cespuglioso, chioma densa con foglie dalle eleganti striature di varie tonalità di verde e giallo chiaro. È particolarmente resistente al freddo e alla siccità.[19]
- Pseudosasa Japonica: di altezza media, ha i culmi fini e verticali che crescono in ciuffi molto fitti mantenendo a lungo la guaina e foglie grandi e allungate, di un bel verde brillante sulla faccia superiore.[20]

### Collezione d’arte

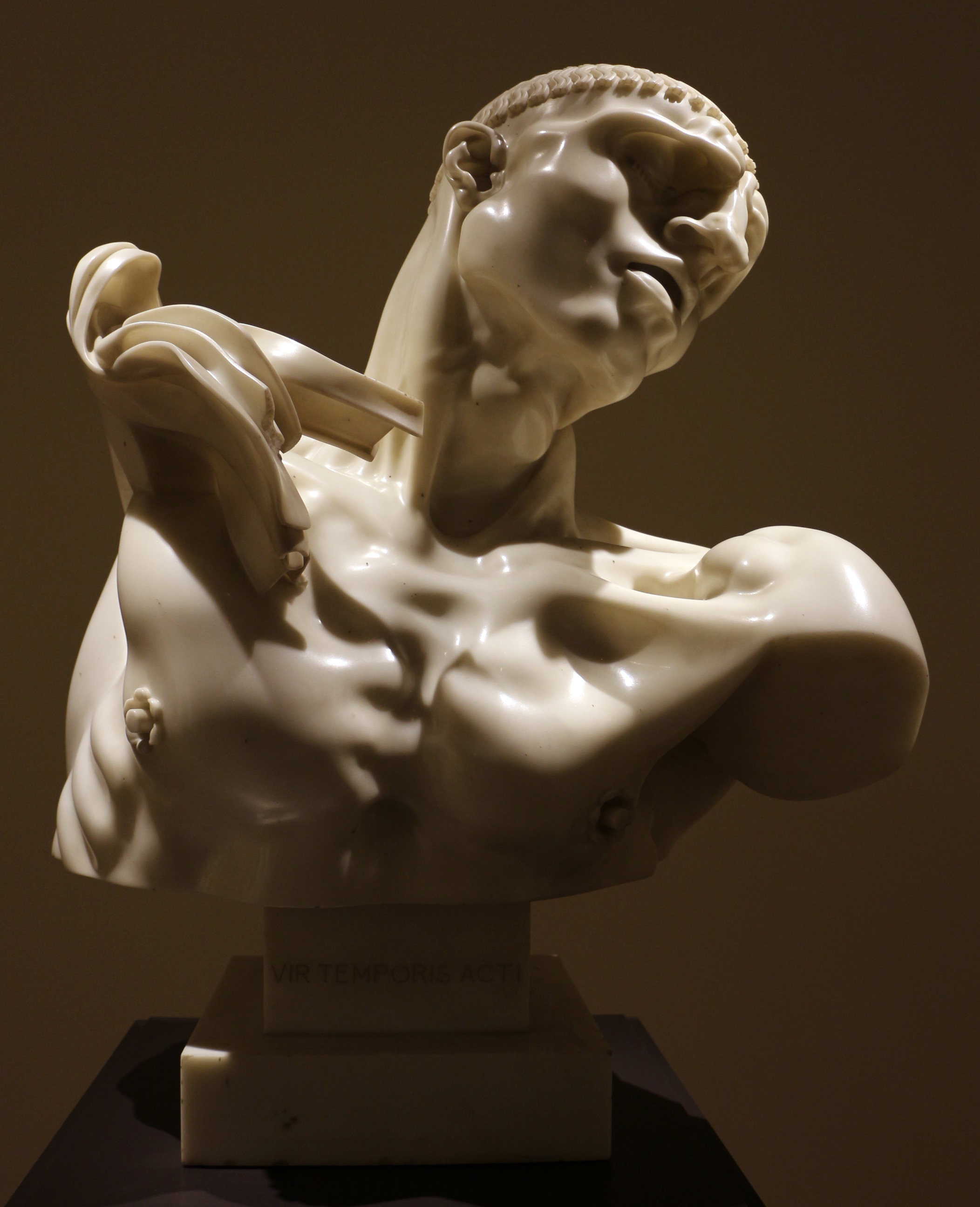
Adolfo Wildt, Vir Temporis Acti (1913)

La collezione d’arte, disposta su cinquemila metri quadrati, è stata raccolta da Franco Maria Ricci in circa cinquant’anni di attività, ne rispecchia il gusto personale ed è continuamente in espansione.
Le opere, tra dipinti, sculture e oggetti d’arte, sono circa cinquecento. Parte dal XVI secolo, in particolare sono presenti opere di artisti manieristi, tra cui spiccano Girolamo Mazzola Bedoli, Luca Cambiaso e Ludovico Carracci. Il Seicento è ampiamente rappresentato sia in pittura che in scultura, con opere di Valentin de Boulogne, Philippe de Champaigne, Gian Lorenzo Bernini, Giambattista Foggini, Lorenzo Merlini[1]. Ampio spazio è dedicato al XVIII e il XIX secolo, con tele di Francesco Hayez, Giovanni Carnovali, pastelli di Rosalba Carriera e Jean-Étienne Liotard, acquerelli di Giuseppe Pietro Bagetti, sculture in marmo di epoca neoclassica raffiguranti principalmente personaggi legati a Napoleone (e Napoleone stesso), ad opera di Antonio Canova, Lorenzo Bartolini, François Joseph Bosio e terrecotte di ambito francese. Una particolare attenzione è rivolta agli artisti originari del parmense o che vi hanno operato, dando un importante contributo artistico, tra cui Pietro Melchiorre Ferrari, Giuseppe Baldrighi e Jean Baptiste Boudard. Altro tema portante della collezione è quello delle Vanitas, nel quale spiccano le opere di Jacopo Ligozzi e Maurizio Bottoni. Per quanto riguarda il Novecento, sono da notare le sculture di Adolfo Wildt e di Demetre Chiparus, i dipinti di Antonio Ligabue e Alberto Savinio e le tempere di Erté. Infine sono presenti anche numerosi oggetti d’arte, tra cui un modello ligneo del Duomo di Milano e uno del duomo di Ulm, due denti di narvalo, e un altarolo in pietre dure ed ebano.
Nella collezione figurano le tavole originali del Codex Seraphinianus di Luigi Serafini, che fu pubblicato nella sua edizione originale in due volumi da Franco Maria Ricci editore. 
L’allestimento non segue un ordine cronologico ma procede per temi e associazioni e sottolinea i parallelismi esistenti tra le scelte di editore e quelle di collezionista.

## Attività culturali

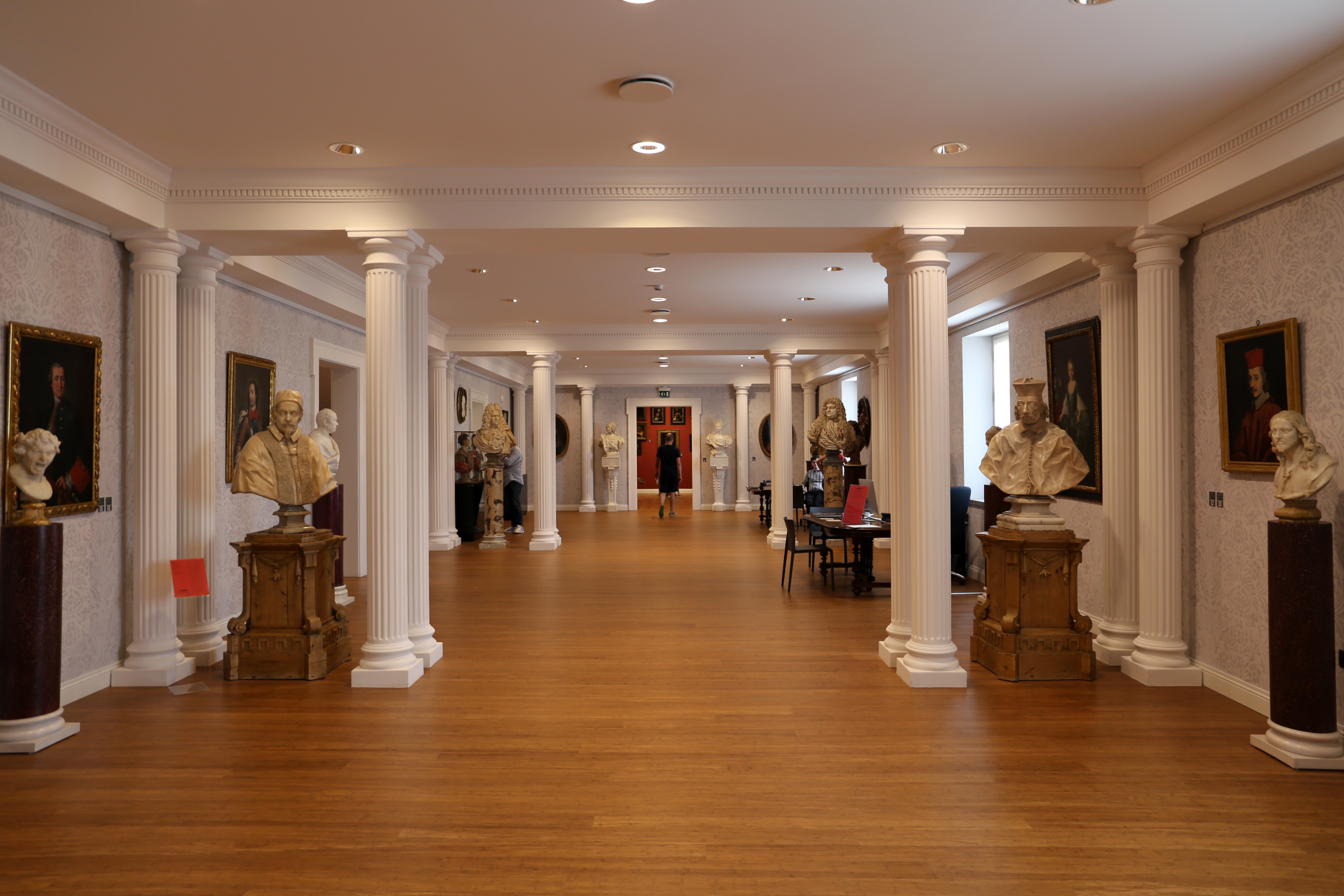
Una sala

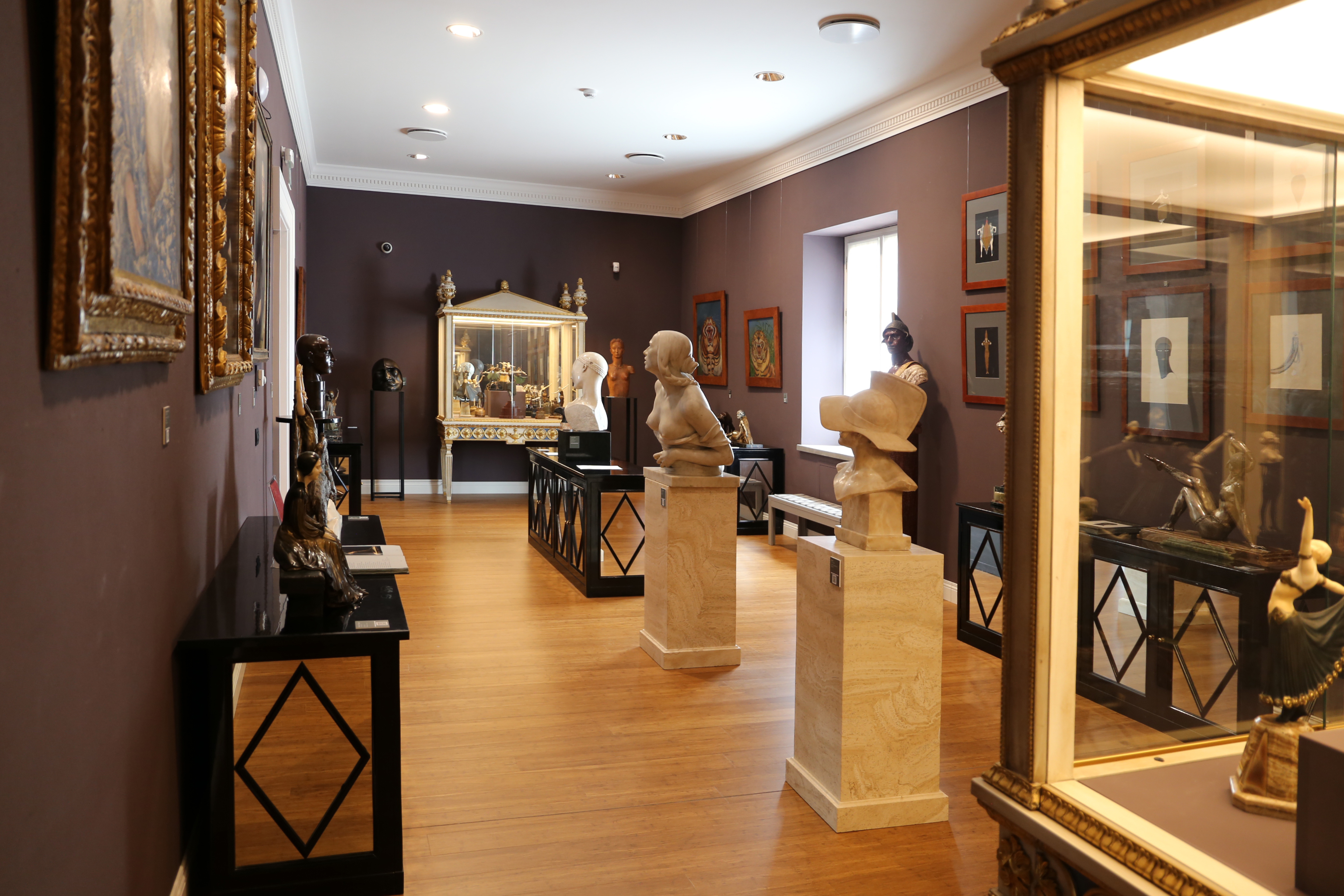
Una sala

Il Labirinto della Masone è sede di numerose attività culturali, tra cui mostre temporanee, conferenze e concerti.

### Mostre temporanee
La prima mostra temporanea, Arte e Follia, inaugurata in contemporanea con il complesso del Labirinto, è stata dedicata ai pittori Antonio Ligabue e Pietro Ghizzardi, e comprendeva 45 opere del primo e 30 del secondo. Organizzata dalla Fondazione Franco Maria Ricci e dalla Fondazione Ligabue, è stata curata da Vittorio Sgarbi ed è stata aperta dal 29 maggio 2015 al 17 gennaio 2016.
La seconda mostra, Gaetano Gandolfi. I volti della scienza nella Pinacotheca Bassiana di Bologna, aperta dal 20 febbraio 2016 al 25 marzo 2016 e curata dalla Fondazione Franco Maria Ricci e Donatella Biagi Maino, vedeva esposti settanta ritratti di illustri scienziati eseguiti nel XVIII secolo dal pittore bolognese Gaetano Gandolfi a penna e acquerello su carta insieme ad altre opere del pittore in prestito da collezioni private.
È seguita poi un’esposizione di sessanta fotografie di Massimo Listri, fotografo contemporaneo di fama internazionale, che collabora da tempo con Franco Maria Ricci, dal 17 aprile al 31 agosto 2016.  Le sezioni della mostra erano 4: una dedicata a palazzi e residenze storiche, una dedicata alle fisiognomiche, una ai Musei Vaticani e una alle biblioteche.
La quarta mostra, dal titolo Tres Pasiones, è stata dedicata al pittore messicano contemporaneo Sergio Hernández, con più di cento opere in mostra dal 19 settembre al 20 novembre, anch'esse divise in sezioni (Ardientes, Plomos, Repisas, Codice Hernandino), in una fusione di linguaggi espressivi che mescola la tradizione europea a quella messicana.
Il 25 novembre 2016 è stata inaugurata la mostra Gino Covili. La favola e il dolore, nella quale sono esposti 29 quadri e 3 sculture dell’artista modenese Gino Covili, scomparso nel 2005. Le opere ritraggono diversi aspetti della vita contadina dell’Appennino, alla quale il pittore era fortemente legato, e sono contraddistinte da una visione quasi espressionista.
Nel 2017 è stato protagonista di un'esibizione temporanea Carlo Mattioli.

### Concerti
Al Labirinto della Masone hanno suonato nel 2016 il duo francese degli AIR e il gruppo drone doom metal dei Sunn O))) mentre nel 2017 hanno suonato il chitarrista jazz norvegese Stian Westerhus, il gruppo sperimentale norvegese degli Ulver e Lucio Corsi, mentre nel 2018 hanno suonato il quartetto svizzero Kadebostany e il chitarrista d'avanguardia Paolo Angeli e nel 2019 il gruppo new wave britannico dei  Cabaret Voltaire.
Dal 2019 il Labirinto ospita ogni anno un festival di musica elettronica, il LOST Music Festival, acronimo di Labyrinth Original Soundtrack.